# Leopold Linhart
Pour les articles homonymes, voir Linhart.
Leopold Linhart, né le 29 juillet 1914 à Vienne (Autriche) et mort le 5 décembre 1974 dans la même ville, est un patineur artistique autrichien. Il participe aux Jeux olympiques d'hiver de 1936.

## Biographie

### Carrière sportive
Leopold Linhart est double vice-champion d'Autriche en 1936 (derrière Karl Schäfer) et 1937 (derrière Felix Kaspar).
Il représente son pays à trois championnats européens (1934 à Seefeld in Tirol, 1935 à Saint-Moritz et 1937 à Prague), deux mondiaux (1936 à Paris et 1937 à Vienne) et aux Jeux olympiques d'hiver de 1936 à Garmisch-Partenkirchen.
Il met fin à sa carrière sportive après les mondiaux de 1937.

### Reconversion
Leopold Linhart gagne sa vie en exerçant ses talents d'athlète professionnel et d'entraîneur en Suisse dans les années 1950. Il travaille ensuite comme entraîneur pour le patinage artistique viennois. Il entraîne la championne olympique, mondiale et européenne Beatrix Schuba jusqu'à sa victoire olympique à Sapporo en 1972.
Après une grave maladie, il décéde à Vienne le 5 décembre 1974. Une grande partie de la communauté viennoise du patinage artistique était présente à ses funérailles le 31 décembre 1974 au cimetière central de Vienne.

## Palmarès
| Compétitions            | 1934 | 1935 | 1936 | 1937 |  |  |  |  |  |  |  |  |  |  |  |  |  |  |  |
| Jeux olympiques         |      |      | 11e  |      |  |  |  |  |  |  |  |  |  |  |  |  |  |  |  |
| Championnats du monde   |      |      | 7e   | 6e   |  |  |  |  |  |  |  |  |  |  |  |  |  |  |  |
| Championnats d'Europe   | 4e   | 8e   |      | 6e   |  |  |  |  |  |  |  |  |  |  |  |  |  |  |  |
| Championnats d'Autriche | 3e   | 3e   | 2e   | 2e   |  |  |  |  |  |  |  |  |  |  |  |  |  |  |  |
|                         |      |      |      |      |  |  |  |  |  |  |  |  |  |  |  |  |  |  |  |